# Joe Engle
Joe Henry Engle, född 26 augusti 1932 i Chapman, Kansas, död 10 juli 2024 i Houston, Texas, var en amerikansk testpilot och astronaut uttagen i astronautgrupp 5 den 4 april 1966.
Asteroiden 8028 Joeengle är uppkallad efter honom.

## Rymdfärder
- STS-2
- STS-51-I